# Ernst Trygger
Ernst Trygger (isla de Skeppsholmen, Estocolmo, 27 de octubre de 1857 - Estocolmo, 23 de septiembre de 1943), jurista, profesor y político conservador sueco, primer ministro de su país entre el 19 de abril de 1923 y el 18 de octubre de 1924.

## Biografía
Su padre era el oficial militar Alfred Trygger. El joven Ernst hizo una asombrosa carrera en la Universidad de Upsala, en la que se convirtió en profesor de Derecho en 1889.
Tras ser electo en 1898 para la primera cámara del Riksdag, Trygger ganó reputación como un buen polemista con valores profundamente conservadores. Fue miembro del comité de 1895-1898 para revisar los términos de la unión con Noruega. En 1909, Trygger se convirtió en líder de un grupo conservador en la primera cámara. Cuando los sectores de derecha se unieron en 1913 para formar el Partido Nacional de la primera cámara, Trygger pasó a ser el líder de una fuerza derechista unida en la política sueca, y como tal se opuso a las nuevas influencias de la democracia y el parlamentarismo en los años 10. Su rival como líder conservador fue Arvid Lindman, la personalidad principal en el más moderadamente conservador partido de la derecha de la segunda cámara del Parlamento de Suecia.   
En el momento de la última demostración de poder del Rey Gustavo V durante la "crisis del patio" de 1914, Trygger era secretamente su consejero. Sin embargo, tras las reformas constitucionales que condujeron a la igualdad del sufragio (aplicada por primera vez en 1921), Trygger aceptó el nuevo, más democrático, paisaje político.

## Primer ministro
Cuando el gabinete de Hjalmar Branting, el primer social demócrata del mundo en alcanzar el poder por vía electoral, renunció en 1923, Gustavo V autorizó (era uno de los pocos restos de poder real que continuaban en manos del Rey) a Trygger a encabezar el gobierno. Tryger ya había tenido una chance de alcanzar esta posición en 1920, pero esto fue evitado por Lindman, que más bien deseaba un gobierno no político antes de la próxima elección.
La cuestión más importante durante el período de gobierno de Lindman fue el problema de la defensa y la alineación. Líder de un gabinete minoritario, Trygger intentó llegar a una solución con una aceptación indirecta a través de un "ajuste inteligente". Esto falló debido a la falta de apoyo tanto de liberales como de social demócratas. En las elecciones de 1924 el apoyo a la derecha aumentó, pero a pesar de ello fue Branting quien fue elegido para formar gabinete, tras un crecimiento nunca antes visto de los social demócratas. Otra razón para la preferencia por Branting fue la probabilidad de una solución para la cuestión de la defensa apoyada por liberales y social demócratas.     
La confianza en el gabinete de Trygger en cuestiones internacionales quedó también un tanto dañada tras un incidente ocurrido en el otoño de 1923. El ministro de Asuntos Exteriores, Carl Hederstierna, declaró abiertamente, durante un discurso frente a destacados periodistas suecos, su apoyo a una alianza con Finlandia para la eventualidad de una disputa de este país con Rusia. Esto perjudicó las relaciones ruso-suecas en un punto sensible, cuando estaban a punto de abrirse negociaciones comerciales, y sobre todo se oponía al tácito principio de no alineamiento sueco. Hederstierna fue rápidamente reemplazado por el conde Erik Marks von Würtemberg. 

## Últimos años
Tras haber ocupado el cargo de ministro de Asuntos Exteriores en el gabinete de Lindman entre 1928 y 1930, Trygger redujo su actividad política (dejó la jefatura de los conservadores en la primera cámara en 1933 y su escaño en 1937) y se concentró en sus comisiones académicas. Reanudó la enseñanza de Derecho en la Universidad de Upsala, y fue reconocido como un brillante conferencista.
Casado en 1891 con Signe Söderström, tuvo con ella tres hijos. Falleció en 1943, a los 85 años, a raíz de complicaciones tras la fractura de una pierna. 
| Predecesor: Hjalmar Branting | Primer ministro de Suecia 1923 – 1924 | Sucesor: Hjalmar Branting |

- Datos: Q53633
- Multimedia: Ernst Trygger / Q53633